# Turzno (powiat toruński)
Turzno – wieś w Polsce położona w województwie kujawsko-pomorskim, w powiecie toruńskim, w gminie Łysomice.
Do 1954 roku miejscowość była siedzibą gminy Turzno. W latach 1975–1998 miejscowość należała administracyjnie do województwa toruńskiego. Według Narodowego Spisu Powszechnego (III 2011 r.) liczyła 1036 mieszkańców. Jest trzecią co do wielkości miejscowością gminy Łysomice.

## Historia
Wieś po raz pierwszy wzmiankowana w 1222 r. Do roku 1466 należała do komturii toruńskiej. Od 1. połowy XVIII wieku należy do Zboińskich herbu Ogończyk, następnie do Działowskich (od roku 1801) i Gajewskich (od roku 1861). W roku 1827 w drodze do Gdańska zatrzymał się tutaj na kilka dni Fryderyk Chopin, zaś w lutym 1833 roku w majątku przebywał Artur Zawisza, polski działacz niepodległościowy, uczestnik powstania listopadowego. Tu spotkał się z matką i bratem oraz napisał swój testament.

## Zabytki
- Zespół pałacowo-parkowy: budynki z około połowy XIX wieku, zbudowane w stylu eklektycznym według projektu Henryka Marconiego (zbudowany w miejscu dawnego dworu pałac, dom dozorcy, rządcówka, neogotycki pawilon ogrodowy); pałac przebudowany na początku XX wieku, w roku 1913 wzniesiono skrzydło boczne. W jego murach przebywali m.in. Fryderyk Chopin oraz Józef Haller. Na teren pałacu prowadzi brama wjazdowa z rzeźbami turów. Park w stylu angielskim (pow. 16 ha), powiększony na początku XX wieku, z bogatym drzewostanem (częściowo zniszczonym w czasie powodzi w roku 1980), m.in. aleją kasztanową i stawami. Pałac został odbudowany i rozbudowany w 2012 roku.
- Kaplica klasycystyczna fundacji Jeżewskich z końca XVIII w., poświęcona w roku 1800
- Karczma klasycystyczna z początku XX w.
- Żeliwny krzyż (karawaka)[4] z roku 1883
- Kapliczka przydrożna z rzeźbą św. Antoniego

Obecnie pałacyk jest wyremontowany i służy jako wysokiej klasy restauracja i hotel. Kapliczka również została wyremontowana i często zawierane są w niej małżeństwa.

## Galeria

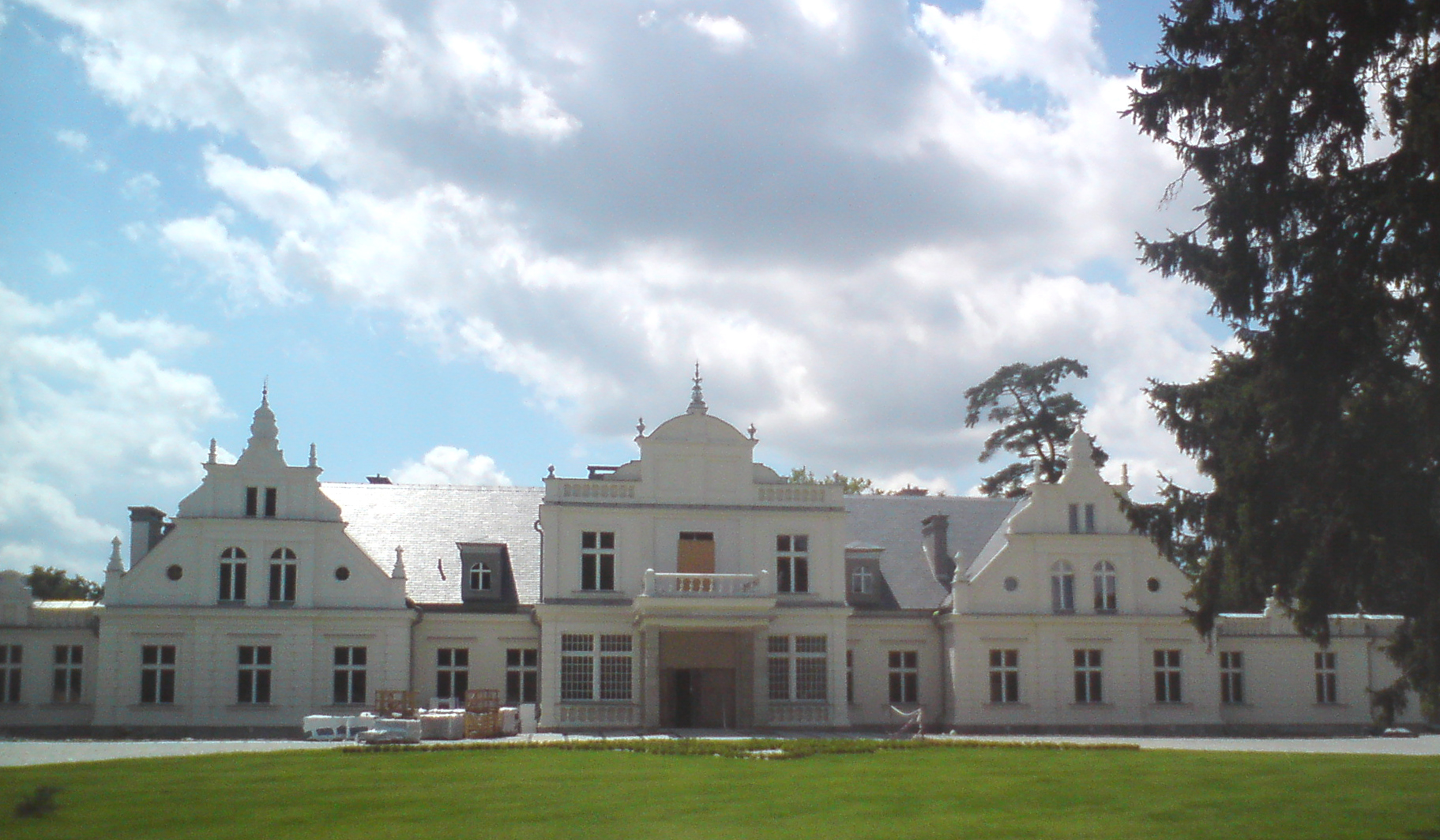
Pałac w Turznie w 2011 roku
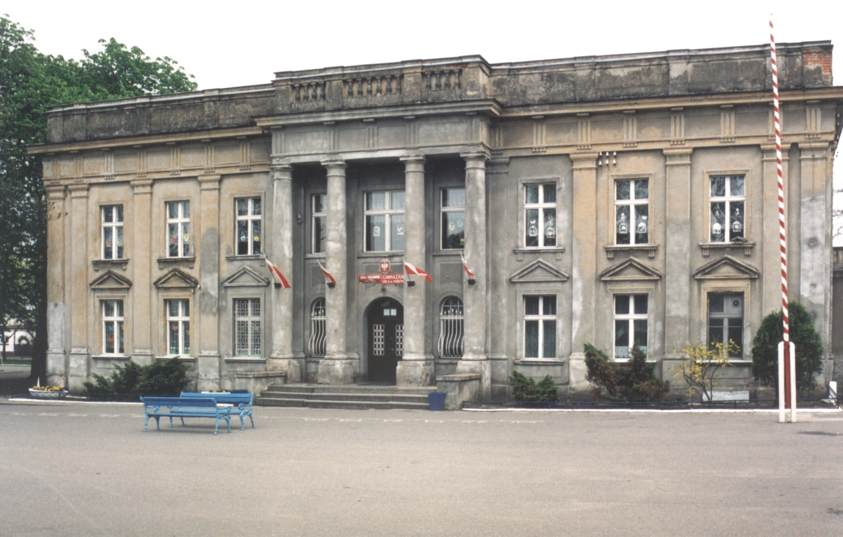
Boczne skrzydło pałacu (wygląd sprzed remontu)
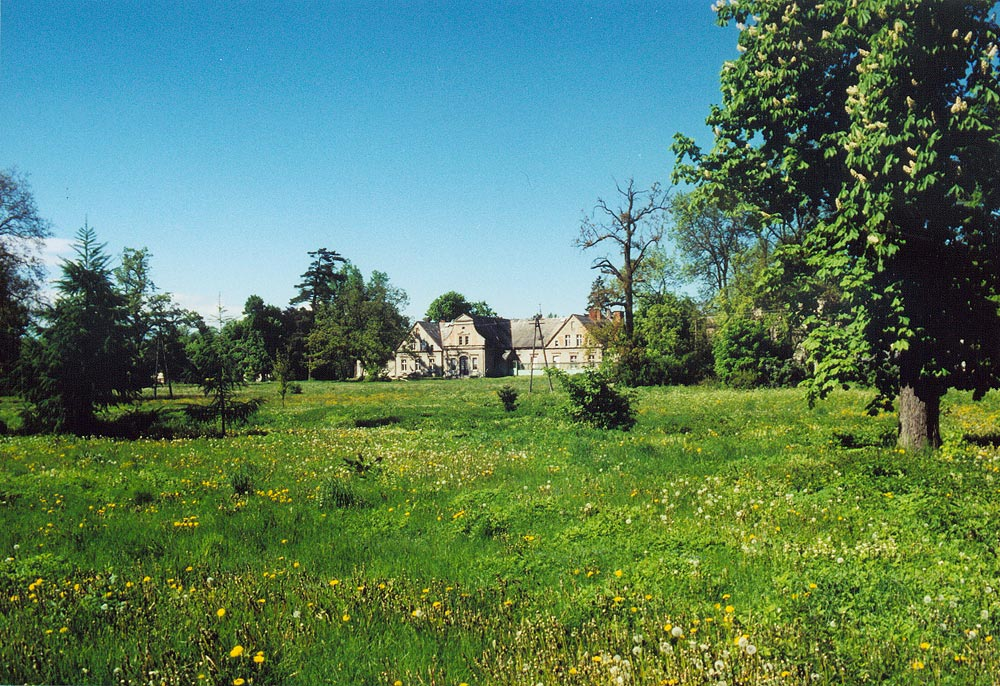
Pałac od strony parku (wygląd sprzed remontu)
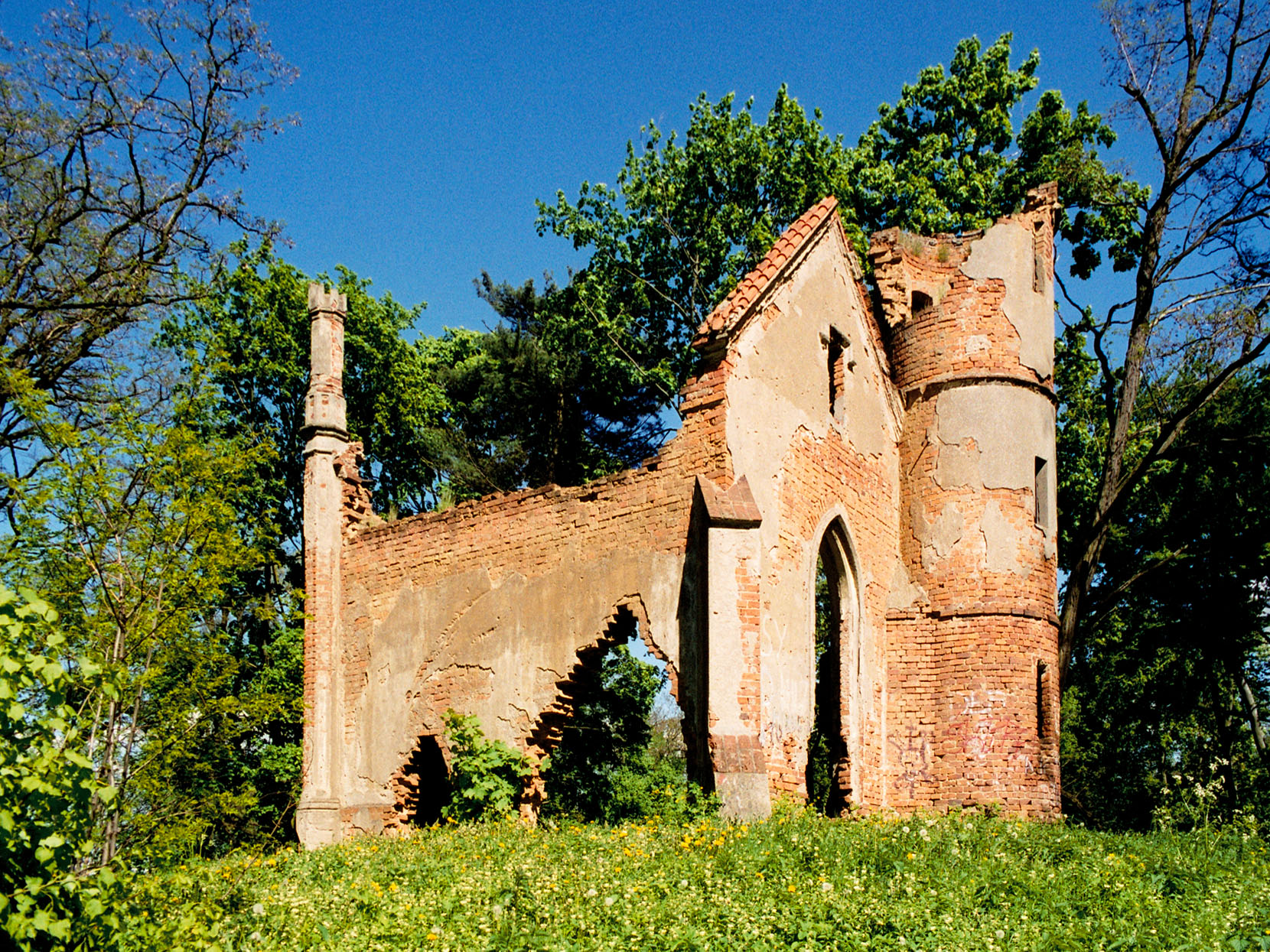
Ruiny neogotyckiego pawilonu w parku pałacowym (wygląd sprzed remontu)